# Shakedown (groupe)
Pour les articles homonymes, voir Shakedown.
Shakedown est un groupe de musique suisse principalement connu pour le titre At Night (en) (2002).

## Histoire
Fondé en 1999 par deux frères, Stephan Kohler (Stephan Mandrax) et Sebastien Kohler (Seb K.), le groupe a également réalisé des remixes.
At Night (en) (2002), en featuring avec Terra Deva (en), a atteint la 3e place du Ö3 Austria Top 40[réf. souhaitée] et la 6e du UK Singles Chart.

## Discographie
Albums
- You Think You Know (Naïve Records, 2001)
- Spellbound (Muve Recordings, 2006)